# Донецкий пролетарий (Луганськ)
Доне́цкий пролета́рий — щоденна газета, орган Луганського комітету РСДРП(б).
Видавався 1(14). VI 1917 — 31.III 1918 (№ 1–218) у Луганську. До редколегії входили К. Є. Ворошилов, Б. І. Вобликов (Вольський), Я. О. Істомін, А. 3. Каменський, Ю. X. Лутовинов, О. І. Черв'яков, І. 3. Каменський. Газета вела боротьбу за більшовизацію Рад, критикувала політику Тимчасового уряду, меншовиків і есерів, вела антиукраїнську пропаганду, вміщувала передруковані з «Правды» статті В. І. Леніна.
З квітня 1918 замість «Донецкого пролетария» виходив «Луганский революционный вестник».